# إفرايم كاتلر
إفرايم كاتلر هو أمين مكتبة وسياسي أمريكي، ولد في 13 أبريل 1767 في إدغارتاون في الولايات المتحدة، وتوفي في 8 يوليو 1853 في بيلبريه في الولايات المتحدة. انتخب عضو مجلس نواب أوهايو ‏.